# Tjekhovskije Medvedi
Tjekhovskije Medvedi (russisk: Гандбольный клуб Чеховские Медведи) er en russisk håndboldklub fra Tjekhov. Klubben blev etableret i 2001, da CSKA Moskvas håndboldsektion blev udskilt og flyttede fra Moskva til forstaden Tjekhov.

## Kendte spillere
- Pavel Sukosyan
- /  Konstantin Igropulo
- Vitaly Ivanov (også kendt som Vitali Ivanov)
- Alexey Kostygov
- Alexey Kamanin
- Pavel Atman
- / Sergei Gorbok
- / Sergei Shelmenko
- Andrey Starykh
- Oleg Skopintsev
- Oleg Zotov
- Yevhen Budko